# Olof Palme - En levande vilja: Tal och intervjuer
Olof Palme - En levande vilja: Tal och intervjuer är en ljudbok utgiven på CD med ett urval av Olof Palmes tal och intervjuer.
Sven Ove Hansson och Kjell Larsson har gjort urval ur SVT:s arkiv, Riksdagens arkiv och Arbetarrörelsens arkiv och bibliotek.
Talboken gavs ut av Olof Palmes minnesfond i samband med 10-årsminnet av Olof Palmes död. Vinsten från försäljningen av talboken går till fonden.

## Innehåll
1. "Radiointervju efter studentkonferensen 1950" (Palme kritiserar Studentinternationalen som hade kraftigt inflytande av kommunister. Palme var där som representant för Sveriges förenade studentkårer.)
2. "Radiodebatt med Herbert Tingsten 1961" (Statsvetaren Tingsten påstod att ideologin var död vilket Palme inte tyckte)
3. "Första maj-tal i Kramfors 1964" (Större delen av talet var kritik mot apartheidregimen i Sydafrika.)
4. "Radioanförande om invandrarna 1965" (Talet handlar vikten att agera mot Rasism och fördomar.)
5. "På högertrafikdagen 1967" (Som kommunikationsminister var han ansvarig för övergången)
6. "Första maj-tal om Vietnam 1968" (Kritik mot Vietnamkriget)
7. "Nattligt besök på kårhuset 1968" (Olof Palme sökte personligen upp ockupanterna för att förklara vikten av demokrati och reformer)
8. "Radiointervju om Kårhusockupationen 1968" (Intervju dagen efter besöket)
9. "Om ungdomprotesten 1968" (Tal i riksdagen om ockupationen)
10. "Om ockupationen av Tjeckoslovakien 1968" (Om Pragvåren)
11. "Intervju av David Frost 1969" (På engelska)
12. "Valet till Parti ordförande 1969"  (Från socialdemokratiska partikongressen)
13. "Om politisk tålamod 1973" (Från tv-programmet "Partiledare på grönbete")
14. "Arbetsmiljö och yttre miljö 1973" (Riksdagsdebatt)
15. "Folkhemstanken 1971" (Riksdagsdebatt)
16. "Jultalet om Hanoi 1972" (Kritik mot bombningen av Hanoi)
17. "Diktaturens kreatur 1975" (Kritik mot den kommunistiska regimen i Tjeckoslovakien)
18. "Satans mördare" (Kritik mot fascism i Spanien)
19. "Demokrati och människovärde 1975" (Partikongressen)
20. "Barnen och framtiden 1975" (Partikongressen)
21. "Inledning till valduellen 1976" (Debatt med Thorbjörn Fälldin)
22. "Debatten om statskulden 1977" (Debatt med Thorbjörn Fälldin)
23. "Om TV och folkmöten 1977" (Intervju av Hagge Geigert)
24. "Industrisamhällets problem 1979" (Riksdagsdebatt)
25. "Den svenska modellen 1980" (Riksdagsdebatt)
26. "Om SAF och Löntagarfonderna 1981" (Metallkongressen)
27. "Därför är jag socialist 1982" (Valdebatt)
28. "ANC-galan 1985" (tal på rockgala i Göteborg till förmån för Sydafrikas frihet)